# Giovanni Nerbini

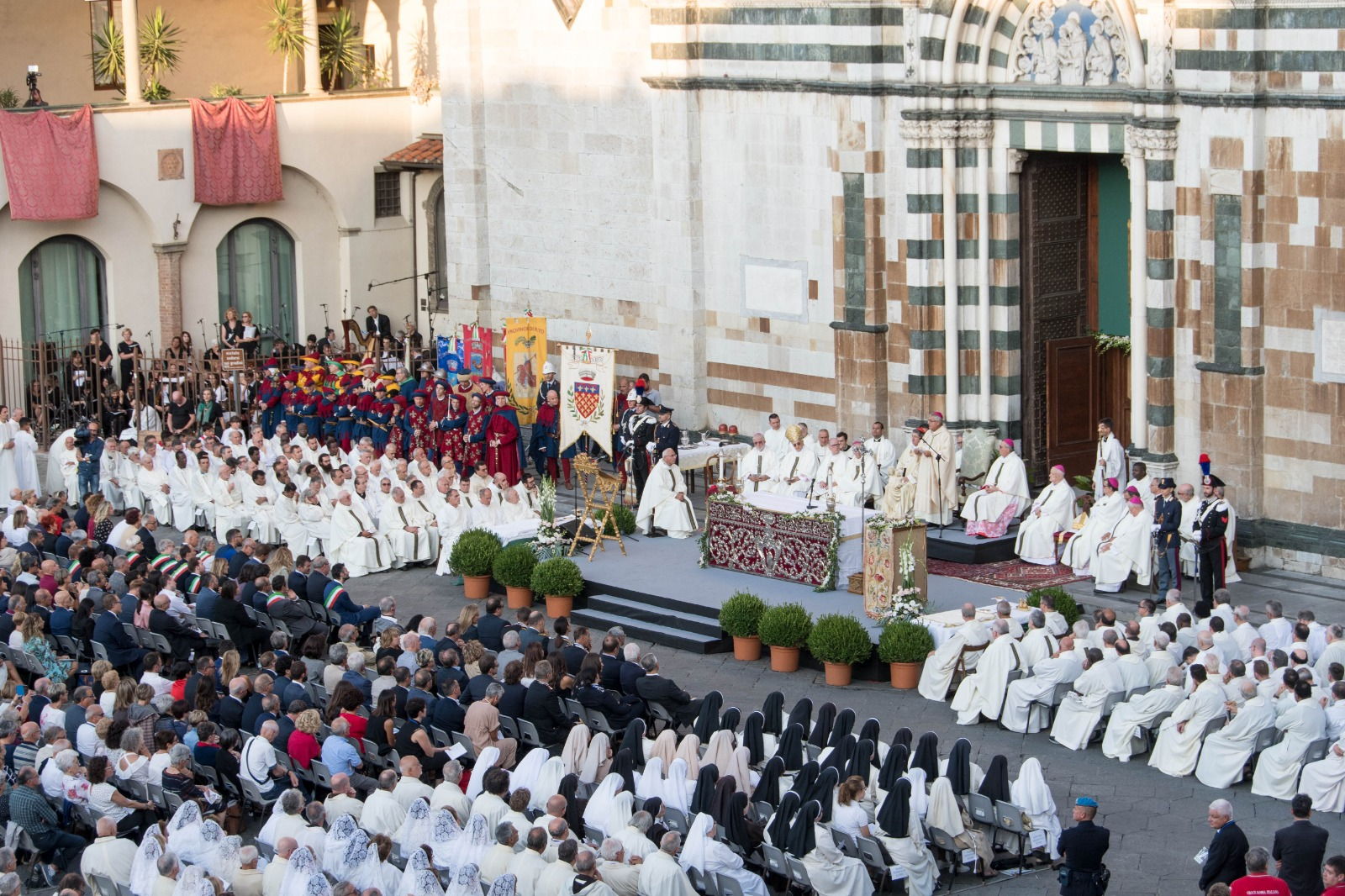
Piazza Duomo, Prato, ingresso del vescovo Giovanni Nerbini il 7 settembre 2019

Giovanni Nerbini (Figline Valdarno, 2 giugno 1954) è un vescovo cattolico italiano, dal 15 maggio 2019 vescovo di Prato.

## Biografia
Nasce a Figline Valdarno, in provincia di Firenze e diocesi di Fiesole, il 2 giugno 1954.

### Formazione e ministero sacerdotale
Dopo aver conseguito il diploma magistrale e il diploma universitario triennale in vigilanza scolastica, svolge la professione di insegnante dal 1973 al 1989.
Nel 1989 entra nel seminario diocesano di Fiesole; a Firenze, presso la Facoltà teologica dell'Italia Centrale, frequenta il corso filosofico-teologico.
Il 22 aprile 1995 è ordinato presbitero dal vescovo Luciano Giovannetti.
Dopo l'ordinazione è vicario parrocchiale a Caldine, dal 1995 al 1997; parroco di Pelago, amministratore parrocchiale di Diacceto e moderatore di quell'unità pastorale, dal 1997 al 2007, quando è nominato parroco di San Leolino, Santa Maria Immacolata a Rignano sull'Arno e di San Clemente a Sociana e moderatore dell'unità pastorale di Rignano sull'Arno.
Nel 2015 il vescovo Mario Meini lo nomina vicario generale della diocesi di Fiesole.
Nel 2019, dopo la nomina a vescovo, il comune di Rignano sull'Arno gli conferisce il premio delle Tre Corone d'Oro.

### Ministero episcopale
Il 15 maggio 2019 papa Francesco lo nomina vescovo di Prato; succede a Franco Agostinelli, dimessosi per raggiunti limiti di età. Il 30 giugno successivo riceve l'ordinazione episcopale, nella cattedrale di Fiesole, dal cardinale Giuseppe Betori, arcivescovo metropolita di Firenze, coconsacranti i vescovi emeriti di Prato Franco Agostinelli e Gastone Simoni. Il 7 settembre seguente prende possesso della diocesi. L'8 settembre, durante il corteggio storico, si affaccia al pulpito della cattedrale per ostendere pubblicamente la reliquia del Sacro Cingolo di Maria ed impartire la sua prima benedizione alla città di Prato.

## Genealogia episcopale
La genealogia episcopale è:
- Cardinale Scipione Rebiba
- Cardinale Giulio Antonio Santori
- Cardinale Girolamo Bernerio O.P.
- Arcivescovo Galeazzo Sanvitale
- Cardinale Ludovico Ludovisi
- Cardinale Luigi Caetani
- Cardinale Ulderico Carpegna

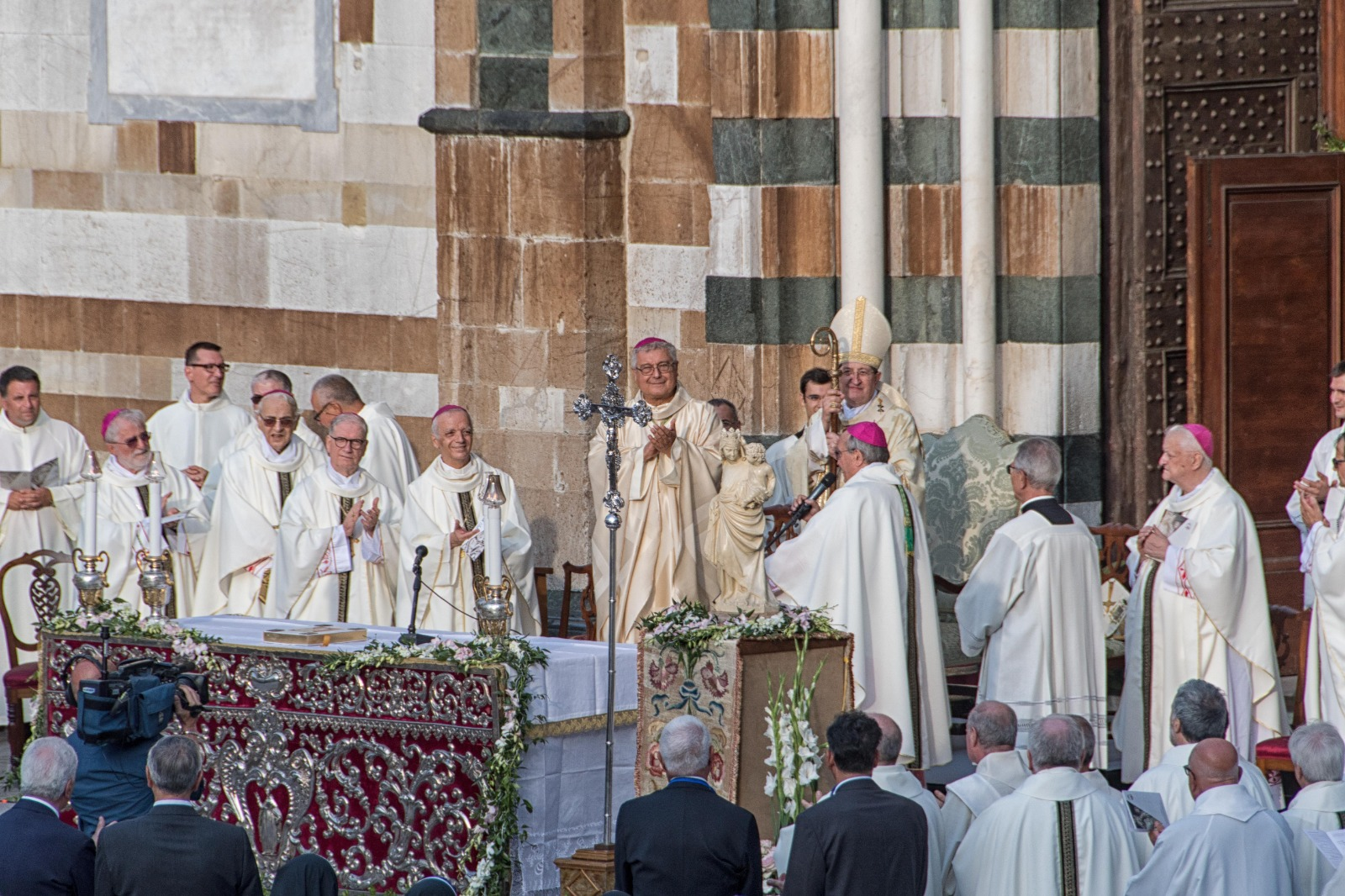
Piazza Duomo, Prato, ingresso del vescovo Giovanni Nerbini il 7 settembre 2019

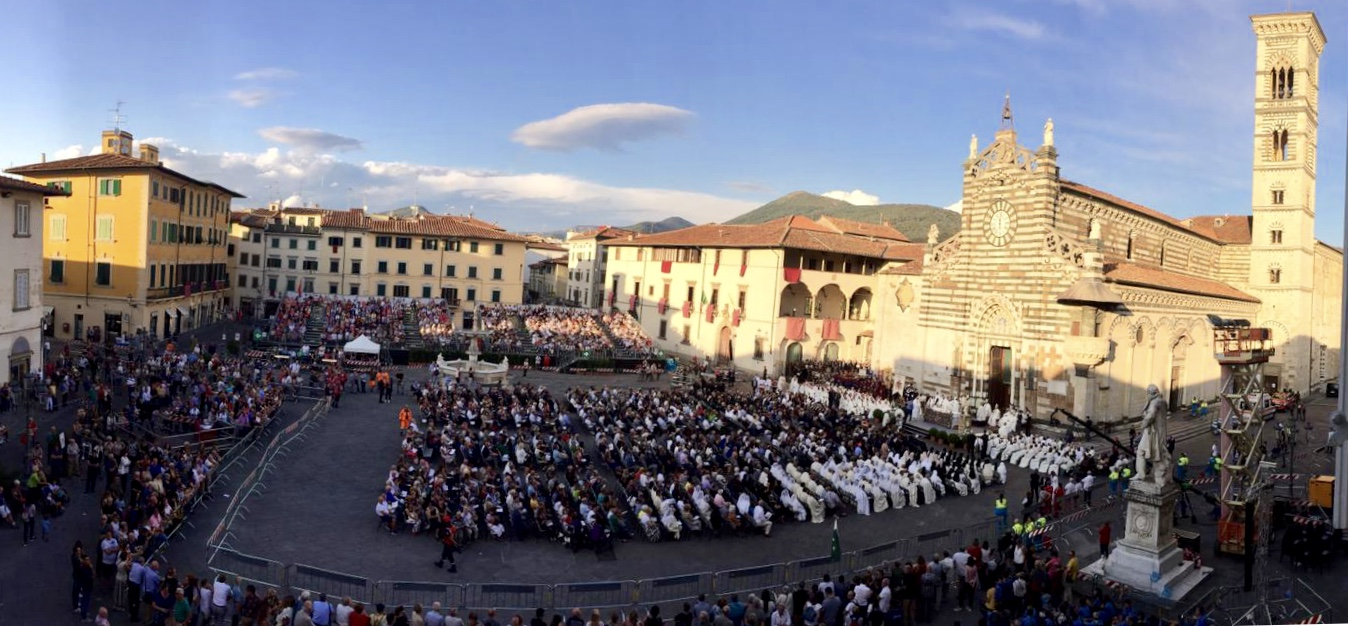
Piazza Duomo, Prato, ingresso del vescovo Giovanni Nerbini il 7 settembre 2019

- Cardinale Paluzzo Paluzzi Altieri degli Albertoni
- Papa Benedetto XIII
- Papa Benedetto XIV
- Papa Clemente XIII
- Cardinale Bernardino Giraud
- Cardinale Alessandro Mattei
- Cardinale Pietro Francesco Galleffi
- Cardinale Giacomo Filippo Fransoni
- Cardinale Carlo Sacconi
- Cardinale Edward Henry Howard
- Cardinale Mariano Rampolla del Tindaro
- Cardinale Gennaro Granito Pignatelli di Belmonte
- Cardinale Pietro Boetto S.I.
- Cardinale Giuseppe Siri
- Cardinale Giacomo Lercaro
- Vescovo Gilberto Baroni
- Cardinale Camillo Ruini
- Cardinale Giuseppe Betori
- Vescovo Giovanni Nerbini

## Araldica
| Stemma | Descrizione |
| ------ | --- |
|        | Scudo, sfondo di colore rosso con rappresentato al centro un agnello, il fondo delle due cappe è di colore argento, nella cappa di sinistra è rappresentato un giglio azzurro, nella cappa di destra c'è una palma, come di consueto, alla base dello scudo, sotto di esso il motto In Te Domini speravi. |